# De tú a tú
De tú a tú fue un programa español de televisión emitido por la cadena Antena 3 entre 1990 y 1993. Fue presentado por la periodista Nieves Herrero.

## Formato
El espacio era una producción de Antena 3 y era dirigido por Ramón Pradera, copresentado en sus inicios por Jesús Cisneros, comenzó sus emisiones bajo el formato de magacín matinal, emitido de lunes a viernes en horario de 9:30 a 14:00. Incluía, como otros espacios emitidos en la misma franja horaria, entrevistas, debates, actuaciones musicales, noticias de actualidad, concursos y consejos para la salud, de la mano de Bartolomé Beltrán. Igualmente, se emitían series de televisión, como La intrusa, Hospital general y La caldera del diablo.
Desde el 26 de febrero de 1991, el espacio contó con una edición nocturna, emitida los martes y que se estrenó con una entrevista a Camilo José Cela. Un mes después, desaparecía la versión matinal diaria. 
En la temporada 1992-1993 el programa contó con la colaboración de Jaime de Mora y Aragón, Chumy Chúmez y Alfonso Ussía en un miniespacio de tertulia, así como con el humor de Ángel Garó.

## El caso del crimen de Alcácer
El 28 de enero de 1993, el programa se emitió en directo desde la localidad valenciana de Alcácer, tras la aparición de los cadáveres de las niñas Miriam García, Antonia Gómez y Desirée Hernández, naturales de dicha localidad, conocido como el crimen de Alcácer. La presentadora entrevistó a los padres de Miriam y Antonia, alcanzando una cuota de pantalla del 16% –el doble de la habitual–.
La emisión de este programa hizo correr ríos de tinta, artículos de opinión en diarios y revistas, cartas al director, e incluso libros, y abrió un debate sobre los límites de la ética periodística. El suceso marcó un antes y un después en la carrera de la presentadora quien, en una entrevista, admitió que llegó a considerar abandonar la profesión periodística ante la oleada de críticas, y años después aún reconocía que fueron los peores momentos de su carrera.